# Kiszombor, Csongrád
Kiszombor (în română Zamborul Mic) este un sat în districtul Makó, județul Csongrád, Banat, Ungaria, având o populație de 4.014 locuitori (2011).

## Demografie
Componența etnică a satului Kiszombor
     Maghiari (96,89%)
     Romi (1,73%)
     Necunoscut (0,16%)
     Alții (1,22%)
Componența confesională a satului Kiszombor
     Romano-catolici (44,49%)
     Fără religie (26,51%)
     Reformați (7%)
     Necunoscută (20,35%)
     Alte religii (3,39%)
Conform recensământului din 2011, satul Kiszombor avea 4.014 locuitori. Din punct de vedere etnic, majoritatea locuitorilor (96,89%) erau maghiari, cu o minoritate de romi (1,73%). Apartenența etnică nu este cunoscută în cazul a 0,16% din locuitori. Nu există o religie majoritară, locuitorii fiind romano-catolici (44,49%), persoane fără religie (26,51%) și reformați (7,0%). Pentru 20,35% din locuitori nu este cunoscută apartenența confesională.